# Copelatus gestroi
Copelatus gestroi är en skalbaggsart som först beskrevs av Sharp 1882.  Copelatus gestroi ingår i släktet Copelatus och familjen dykare. Inga underarter finns listade i Catalogue of Life.